# Suphalomitus opalinus
Suphalomitus opalinus är en insektsart som beskrevs av Navás 1921. Suphalomitus opalinus ingår i släktet Suphalomitus och familjen fjärilsländor. Inga underarter finns listade i Catalogue of Life.